# Campeonato Uruguayo de Divisional D 2025
El Campeonato Uruguayo de Divisional D 2025 será el 46º torneo de cuarta categoría organizado por la AUF, correspondiente al año 2025.

## Sistema de disputa
El campeonato estará compuesto por la fase regular y los play-offs y comenzará el jueves 21 de agosto.
Los 14 equipos se enfrentarán a una rueda mediante el sistema de todos contra todos. El equipo que finalice en el primer lugar de la tabla de posiciones será el campeón de la presente temporada y obtendrá el primer ascenso a la Primera Divisional C. Los siguientes cuatro equipos se clasificarán a los play-offs, y el ganador de dichos play-offs obtendrá el segundo ascenso.
Los equipos que finalicen en los últimos dos lugares de la tabla de posiciones serán derivados a un proceso de selección de nuevos participantes para la próxima temporada, no teniendo asegurada su participación en futuras ocasiones.

## Equipos participantes

### Relevo de plazas
| Club               | Última participación    |
| ------------------ | ----------------------- |
| Deportivo L. S. M. | Sin antecedentes en AUF |
| Liffa              | Sin antecedentes en AUF |
| Los Gorriones      | Sin antecedentes en AUF |

| Club      | Ascendido como                              |
| --------- | ------------------------------------------- |
| Deutscher | Campeón de la Segunda División Amateur 2024 |

### Información general
| Equipo                | Ciudad             | Estadio de localía  | Capacidad | Fundación               | Temporadas | Temp. Consecutivas | Títulos | Indumentaria    | 2024         |
| --------------------- | ------------------ | ------------------- | --------- | ----------------------- | ---------- | ------------------ | ------- | --------------- | ------------ |
| Academia              | Montevideo         | Por definir         | -         | 16 de marzo de 2022     | 4          | 4                  | –       | Mgr Sport       | 10°          |
| Boca Juniors          | Montevideo         | Por definir         | -         | 18 de febrero de 2023   | 3          | 3                  | –       | Mgr Sport       | 11°          |
| Deportivo C. E. M.    | Montevideo         | Por definir         | -         | 15 de noviembre de 2021 | 4          | 4                  | –       | Cema            | 9°           |
| Deportivo L. S. M.    | Ciudad de la Costa | Ciudad Deportiva LS | 1.400     | 27 de mayo de 2025      | 1          | 1                  | –       | Puma            | No participó |
| Dilio Sport           | Toledo             | Por definir         | -         | 19 de mayo de 2022      | 3          | 3                  | –       | Matgeor         | 8°           |
| Estudiantes del Plata | Ciudad de la Costa | Por definir         | -         | 5 de enero de 2022      | 4          | 4                  | –       | TKS Sport       | 6°           |
| Keguay                | Toledo             | Por definir         | -         | 25 de agosto de 2000    | 4          | 2                  | –       | Kelme           | 5°           |
| Liffa                 | Maldonado          | Por definir         | -         | 1 de mayo de 2008       | 1          | 1                  | –       | Mgr Sport       | No participó |
| Los Gorriones         | Montevideo         | Por definir         | -         | 10 de octubre de 1960   | 1          | 1                  | –       | Por definir     | No participó |
| Melilla               | Montevideo         | Por definir         | -         | 5 de septiembre de 2017 | 3          | 3                  | –       | Sin marca       | 7°           |
| Nuevo Casabó          | Montevideo         | Por definir         | -         | 1 de enero de 2021      | 3          | 3                  | –       | VyM Sport       | 12°          |
| Paso de la Arena      | Montevideo         | Por definir         | -         | 1 de septiembre de 1949 | 5          | 5                  | –       | Flash           | 2°           |
| Real Montevideo       | Montevideo         | Por definir         | -         | 8 de marzo de 2023      | 3          | 3                  | –       | Mgr Sport       | 3°           |
| Rincón                | Ciudad de la Costa | Por definir         | -         | 14 de noviembre de 2005 | 5          | 5                  | –       | Marathon Sports | 4°           |

Nota: Todos los datos estadísticos corresponden únicamente a los Campeonatos Uruguayos de cuarta categoría organizados por la Asociación Uruguaya de Fútbol. Las fechas de fundación de los equipos son las declaradas por los propios clubes implicados.

### Distribución geográfica de los equipos
| Localidad          | Cantidad | Equipos |
| ------------------ | -------- | --- |
| Montevideo         | 8        | Academia, Boca Juniors, Deportivo C. E. M., Los Gorriones, Melilla, Nuevo Casabó, Paso de la Arena, Real Montevideo |
| Ciudad de la Costa | 3        | Deportivo L. S. M., Estudiantes del Plata, Rincón                                                                   |
| Toledo             | 2        | Dilio Sport, Keguay                                                                                                 |
| Maldonado          | 1        | Liffa |

### Entrenadores
| Equipo                | Entrenador inicial         | Entrenadores sustitutos |
| --------------------- | -------------------------- | ----------------------- |
| Academia              | Por definir                |                         |
| Boca Juniors          | Álvaro Sarina Nuevo        |                         |
| Deportivo C. E. M.    | Mónica da Silva Nuevo      |                         |
| Deportivo L. S. M.    | Rafael Cánovas Nuevo       |                         |
| Dilio Sport           | Nicolás Muniz Continúa     |                         |
| Estudiantes del Plata | Luis Duarte Nuevo          |                         |
| Keguay                | Marcel Román Nuevo         |                         |
| Liffa                 | Por definir                |                         |
| Los Gorriones         | Hugo Bernal Nuevo          |                         |
| Melilla               | Gastón de los Santos Nuevo |                         |
| Nuevo Casabó          | Gustavo Paiva Nuevo        |                         |
| Paso de la Arena      | Marcelo Russo Nuevo        |                         |
| Real Montevideo       | Por definir                |                         |
| Rincón                | Por definir                |                         |

## Fase regular

### Clasificación
| Pos. | Equipo                | Pts. | PJ | G | E | P | GF | GC | Dif. |  |
| ---- | --------------------- | ---- | -- | - | - | - | -- | -- | ---- |  |
| 1    | Academia              | 0    | 0  | 0 | 0 | 0 | 0  | 0  | 0    |  |
| 2    | Boca Juniors          | 0    | 0  | 0 | 0 | 0 | 0  | 0  | 0    |  |
| 3    | Deportivo C. E. M.    | 0    | 0  | 0 | 0 | 0 | 0  | 0  | 0    |  |
| 4    | Deportivo L. S. M.    | 0    | 0  | 0 | 0 | 0 | 0  | 0  | 0    |  |
| 5    | Dilio Sport           | 0    | 0  | 0 | 0 | 0 | 0  | 0  | 0    |  |
| 6    | Estudiantes del Plata | 0    | 0  | 0 | 0 | 0 | 0  | 0  | 0    |  |
| 7    | Keguay                | 0    | 0  | 0 | 0 | 0 | 0  | 0  | 0    |  |
| 8    | Liffa                 | 0    | 0  | 0 | 0 | 0 | 0  | 0  | 0    |  |
| 9    | Los Gorriones         | 0    | 0  | 0 | 0 | 0 | 0  | 0  | 0    |  |
| 10   | Melilla               | 0    | 0  | 0 | 0 | 0 | 0  | 0  | 0    |  |
| 11   | Nuevo Casabó          | 0    | 0  | 0 | 0 | 0 | 0  | 0  | 0    |  |
| 12   | Paso de la Arena      | 0    | 0  | 0 | 0 | 0 | 0  | 0  | 0    |  |
| 13   | Real Montevideo       | 0    | 0  | 0 | 0 | 0 | 0  | 0  | 0    |  |
| 14   | Rincón                | 0    | 0  | 0 | 0 | 0 | 0  | 0  | 0    |  |

Los primeros partidos se disputarán el 21 de agosto de 2025.
 Fuente: AUF
Criterios de clasificación: 1) puntos; 2) diferencia de goles; 3) número de goles marcados.
|  | Campeón. En zona de ascenso al Campeonato Uruguayo de Primera Divisional C 2026.                                     |
|  | En zona de clasificación a los play-offs por el segundo ascenso al Campeonato Uruguayo de Primera Divisional C 2026. |
|  | En zona de pérdida de la categoría.                                                                                  |

### Evolución de la clasificación
| Jornada / Equipo      | 1        | 2 | 3 | 4 | 5 | 6 | 7 | 8 | 9 | 10 | 11 | 12 | 13 |
| --------------------- | -------- | - | - | - | - | - | - | - | - | -- | -- | -- | -- |
| Jornada / Equipo      | Academia |   |   |   |   |   |   |   |   |    |    |    |    |
| Boca Juniors          |          |   |   |   |   |   |   |   |   |    |    |    |    |
| Deportivo C. E. M.    |          |   |   |   |   |   |   |   |   |    |    |    |    |
| Deportivo L. S. M.    |          |   |   |   |   |   |   |   |   |    |    |    |    |
| Dilio Sport           |          |   |   |   |   |   |   |   |   |    |    |    |    |
| Estudiantes del Plata |          |   |   |   |   |   |   |   |   |    |    |    |    |
| Keguay                |          |   |   |   |   |   |   |   |   |    |    |    |    |
| Liffa                 |          |   |   |   |   |   |   |   |   |    |    |    |    |
| Los Gorriones         |          |   |   |   |   |   |   |   |   |    |    |    |    |
| Melilla               |          |   |   |   |   |   |   |   |   |    |    |    |    |
| Nuevo Casabó          |          |   |   |   |   |   |   |   |   |    |    |    |    |
| Paso de la Arena      |          |   |   |   |   |   |   |   |   |    |    |    |    |
| Real Montevideo       |          |   |   |   |   |   |   |   |   |    |    |    |    |
| Rincón                |          |   |   |   |   |   |   |   |   |    |    |    |    |

### Resultados
| Paso de la Arena   | vs. | Rincón                | Por definir | Por definir | Por definir | Por definir | Por definir |
| Dilio Sport        | vs. | Keguay                | Por definir | Por definir | Por definir | Por definir | Por definir |
| Boca Juniors       | vs. | Melilla               | Por definir | Por definir | Por definir | Por definir | Por definir |
| Deportivo C. E. M. | vs. | Real Montevideo       | Por definir | Por definir | Por definir | Por definir | Por definir |
| Los Gorriones      | vs. | Nuevo Casabó          | Por definir | Por definir | Por definir | Por definir | Por definir |
| Liffa              | vs. | Estudiantes del Plata | Por definir | Por definir | Por definir | Por definir | Por definir |
| Academia           | vs. | Deportivo L. S. M.    | Por definir | Por definir | Por definir | Por definir | Por definir |

| Rincón                | vs. | Deportivo L. S. M. | Por definir | Por definir | Por definir | Por definir | Por definir |
| Estudiantes del Plata | vs. | Academia           | Por definir | Por definir | Por definir | Por definir | Por definir |
| Nuevo Casabó          | vs. | Liffa              | Por definir | Por definir | Por definir | Por definir | Por definir |
| Real Montevideo       | vs. | Los Gorriones      | Por definir | Por definir | Por definir | Por definir | Por definir |
| Melilla               | vs. | Deportivo C. E. M. | Por definir | Por definir | Por definir | Por definir | Por definir |
| Keguay                | vs. | Boca Juniors       | Por definir | Por definir | Por definir | Por definir | Por definir |
| Paso de la Arena      | vs. | Dilio Sport        | Por definir | Por definir | Por definir | Por definir | Por definir |

| Dilio Sport        | vs. | Rincón                | Por definir | Por definir | Por definir | Por definir | Por definir |
| Boca Juniors       | vs. | Paso de la Arena      | Por definir | Por definir | Por definir | Por definir | Por definir |
| Deportivo C. E. M. | vs. | Keguay                | Por definir | Por definir | Por definir | Por definir | Por definir |
| Los Gorriones      | vs. | Melilla               | Por definir | Por definir | Por definir | Por definir | Por definir |
| Liffa              | vs. | Real Montevideo       | Por definir | Por definir | Por definir | Por definir | Por definir |
| Academia           | vs. | Nuevo Casabó          | Por definir | Por definir | Por definir | Por definir | Por definir |
| Deportivo L. S. M. | vs. | Estudiantes del Plata | Por definir | Por definir | Por definir | Por definir | Por definir |

| Rincón           | vs. | Estudiantes del Plata | Por definir | Por definir | Por definir | Por definir | Por definir |
| Nuevo Casabó     | vs. | Deportivo L. S. M.    | Por definir | Por definir | Por definir | Por definir | Por definir |
| Real Montevideo  | vs. | Academia              | Por definir | Por definir | Por definir | Por definir | Por definir |
| Melilla          | vs. | Liffa                 | Por definir | Por definir | Por definir | Por definir | Por definir |
| Keguay           | vs. | Los Gorriones         | Por definir | Por definir | Por definir | Por definir | Por definir |
| Paso de la Arena | vs. | Deportivo C. E. M.    | Por definir | Por definir | Por definir | Por definir | Por definir |
| Dilio Sport      | vs. | Boca Juniors          | Por definir | Por definir | Por definir | Por definir | Por definir |

| Boca Juniors          | vs. | Rincón           | Por definir | Por definir | Por definir | Por definir | Por definir |
| Deportivo C. E. M.    | vs. | Dilio Sport      | Por definir | Por definir | Por definir | Por definir | Por definir |
| Los Gorriones         | vs. | Paso de la Arena | Por definir | Por definir | Por definir | Por definir | Por definir |
| Liffa                 | vs. | Keguay           | Por definir | Por definir | Por definir | Por definir | Por definir |
| Academia              | vs. | Melilla          | Por definir | Por definir | Por definir | Por definir | Por definir |
| Deportivo L. S. M.    | vs. | Real Montevideo  | Por definir | Por definir | Por definir | Por definir | Por definir |
| Estudiantes del Plata | vs. | Nuevo Casabó     | Por definir | Por definir | Por definir | Por definir | Por definir |

| Rincón           | vs. | Nuevo Casabó          | Por definir | Por definir | Por definir | Por definir | Por definir |
| Real Montevideo  | vs. | Estudiantes del Plata | Por definir | Por definir | Por definir | Por definir | Por definir |
| Melilla          | vs. | Deportivo L. S. M.    | Por definir | Por definir | Por definir | Por definir | Por definir |
| Keguay           | vs. | Academia              | Por definir | Por definir | Por definir | Por definir | Por definir |
| Paso de la Arena | vs. | Liffa                 | Por definir | Por definir | Por definir | Por definir | Por definir |
| Dilio Sport      | vs. | Los Gorriones         | Por definir | Por definir | Por definir | Por definir | Por definir |
| Boca Juniors     | vs. | Deportivo C. E. M.    | Por definir | Por definir | Por definir | Por definir | Por definir |

| Deportivo C. E. M.    | vs. | Rincón           | Por definir | Por definir | Por definir | Por definir | Por definir |
| Los Gorriones         | vs. | Boca Juniors     | Por definir | Por definir | Por definir | Por definir | Por definir |
| Liffa                 | vs. | Dilio Sport      | Por definir | Por definir | Por definir | Por definir | Por definir |
| Academia              | vs. | Paso de la Arena | Por definir | Por definir | Por definir | Por definir | Por definir |
| Deportivo L. S. M.    | vs. | Keguay           | Por definir | Por definir | Por definir | Por definir | Por definir |
| Estudiantes del Plata | vs. | Melilla          | Por definir | Por definir | Por definir | Por definir | Por definir |
| Nuevo Casabó          | vs. | Real Montevideo  | Por definir | Por definir | Por definir | Por definir | Por definir |

| Rincón             | vs. | Real Montevideo       | Por definir | Por definir | Por definir | Por definir | Por definir |
| Melilla            | vs. | Nuevo Casabó          | Por definir | Por definir | Por definir | Por definir | Por definir |
| Keguay             | vs. | Estudiantes del Plata | Por definir | Por definir | Por definir | Por definir | Por definir |
| Paso de la Arena   | vs. | Deportivo L. S. M.    | Por definir | Por definir | Por definir | Por definir | Por definir |
| Dilio Sport        | vs. | Academia              | Por definir | Por definir | Por definir | Por definir | Por definir |
| Boca Juniors       | vs. | Liffa                 | Por definir | Por definir | Por definir | Por definir | Por definir |
| Deportivo C. E. M. | vs. | Los Gorriones         | Por definir | Por definir | Por definir | Por definir | Por definir |

| Los Gorriones         | vs. | Rincón             | Por definir | Por definir | Por definir | Por definir | Por definir |
| Liffa                 | vs. | Deportivo C. E. M. | Por definir | Por definir | Por definir | Por definir | Por definir |
| Academia              | vs. | Boca Juniors       | Por definir | Por definir | Por definir | Por definir | Por definir |
| Deportivo L. S. M.    | vs. | Dilio Sport        | Por definir | Por definir | Por definir | Por definir | Por definir |
| Estudiantes del Plata | vs. | Paso de la Arena   | Por definir | Por definir | Por definir | Por definir | Por definir |
| Nuevo Casabó          | vs. | Keguay             | Por definir | Por definir | Por definir | Por definir | Por definir |
| Real Montevideo       | vs. | Melilla            | Por definir | Por definir | Por definir | Por definir | Por definir |

| Rincón             | vs. | Melilla               | Por definir | Por definir | Por definir | Por definir | Por definir |
| Keguay             | vs. | Real Montevideo       | Por definir | Por definir | Por definir | Por definir | Por definir |
| Paso de la Arena   | vs. | Nuevo Casabó          | Por definir | Por definir | Por definir | Por definir | Por definir |
| Dilio Sport        | vs. | Estudiantes del Plata | Por definir | Por definir | Por definir | Por definir | Por definir |
| Boca Juniors       | vs. | Deportivo L. S. M.    | Por definir | Por definir | Por definir | Por definir | Por definir |
| Deportivo C. E. M. | vs. | Academia              | Por definir | Por definir | Por definir | Por definir | Por definir |
| Los Gorriones      | vs. | Liffa                 | Por definir | Por definir | Por definir | Por definir | Por definir |

| Liffa                 | vs. | Rincón             | Por definir | Por definir | Por definir | Por definir | Por definir |
| Academia              | vs. | Los Gorriones      | Por definir | Por definir | Por definir | Por definir | Por definir |
| Deportivo L. S. M.    | vs. | Deportivo C. E. M. | Por definir | Por definir | Por definir | Por definir | Por definir |
| Estudiantes del Plata | vs. | Boca Juniors       | Por definir | Por definir | Por definir | Por definir | Por definir |
| Nuevo Casabó          | vs. | Dilio Sport        | Por definir | Por definir | Por definir | Por definir | Por definir |
| Real Montevideo       | vs. | Paso de la Arena   | Por definir | Por definir | Por definir | Por definir | Por definir |
| Melilla               | vs. | Keguay             | Por definir | Por definir | Por definir | Por definir | Por definir |

| Rincón             | vs. | Keguay                | Por definir | Por definir | Por definir | Por definir | Por definir |
| Paso de la Arena   | vs. | Melilla               | Por definir | Por definir | Por definir | Por definir | Por definir |
| Dilio Sport        | vs. | Real Montevideo       | Por definir | Por definir | Por definir | Por definir | Por definir |
| Boca Juniors       | vs. | Nuevo Casabó          | Por definir | Por definir | Por definir | Por definir | Por definir |
| Deportivo C. E. M. | vs. | Estudiantes del Plata | Por definir | Por definir | Por definir | Por definir | Por definir |
| Los Gorriones      | vs. | Deportivo L. S. M.    | Por definir | Por definir | Por definir | Por definir | Por definir |
| Liffa              | vs. | Academia              | Por definir | Por definir | Por definir | Por definir | Por definir |

| Academia              | vs. | Rincón             | Por definir | Por definir | Por definir | Por definir | Por definir |
| Deportivo L. S. M.    | vs. | Liffa              | Por definir | Por definir | Por definir | Por definir | Por definir |
| Estudiantes del Plata | vs. | Los Gorriones      | Por definir | Por definir | Por definir | Por definir | Por definir |
| Nuevo Casabó          | vs. | Deportivo C. E. M. | Por definir | Por definir | Por definir | Por definir | Por definir |
| Real Montevideo       | vs. | Boca Juniors       | Por definir | Por definir | Por definir | Por definir | Por definir |
| Melilla               | vs. | Dilio Sport        | Por definir | Por definir | Por definir | Por definir | Por definir |
| Keguay                | vs. | Paso de la Arena   | Por definir | Por definir | Por definir | Por definir | Por definir |

## Récords
- Mayor número de goles marcados en un partido:

- Mayor victoria local:

- Mayor victoria visitante:

- Mayor racha de victorias consecutivas:

- Mayor racha de partidos sin perder:

- Mayor racha de partidos sin ganar:

- Mayor racha de derrotas consecutivas: